# Villers-au-Bois
Villers-au-Bois is een gemeente in het Franse departement Pas-de-Calais (regio Hauts-de-France) en telt 429 inwoners (2005). De plaats maakt deel uit van het arrondissement Arras.

## Geografie
De oppervlakte van Villers-au-Bois bedraagt 5,2 km², de bevolkingsdichtheid is 82,5 inwoners per km².
De onderstaande kaart toont de ligging van Villers-au-Bois met de belangrijkste infrastructuur en aangrenzende gemeenten.

## Demografie
Onderstaande figuur toont het verloop van het inwonertal (bron: INSEE-tellingen).